# Blickling
Blickling is een civil parish in het bestuurlijke gebied Broadland, in het Engelse graafschap Norfolk met 113 inwoners.
Blickling Hall is misschien het huis waar Anna Boleyn werd geboren.

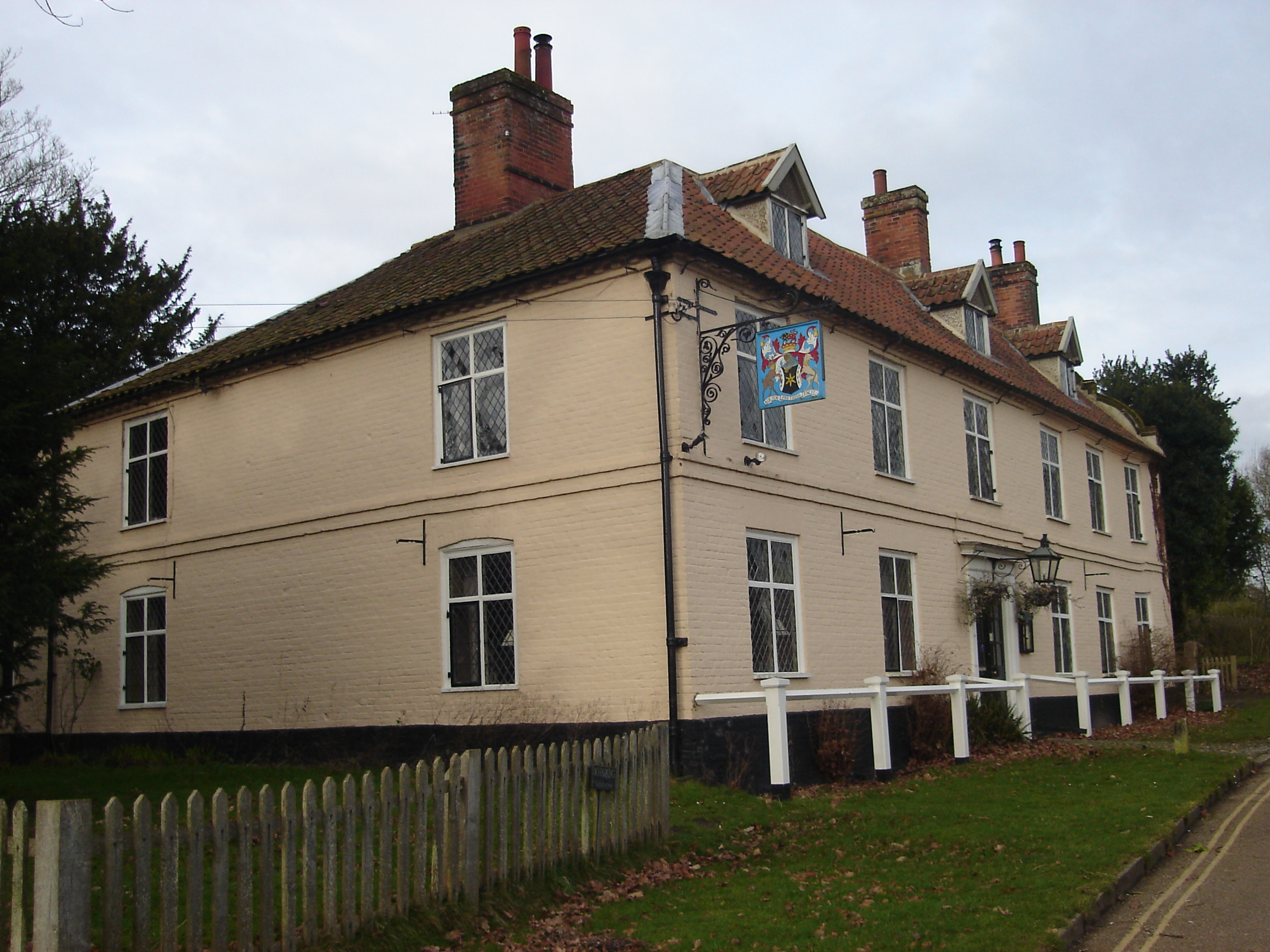
Buckinghamshire Arms Public House
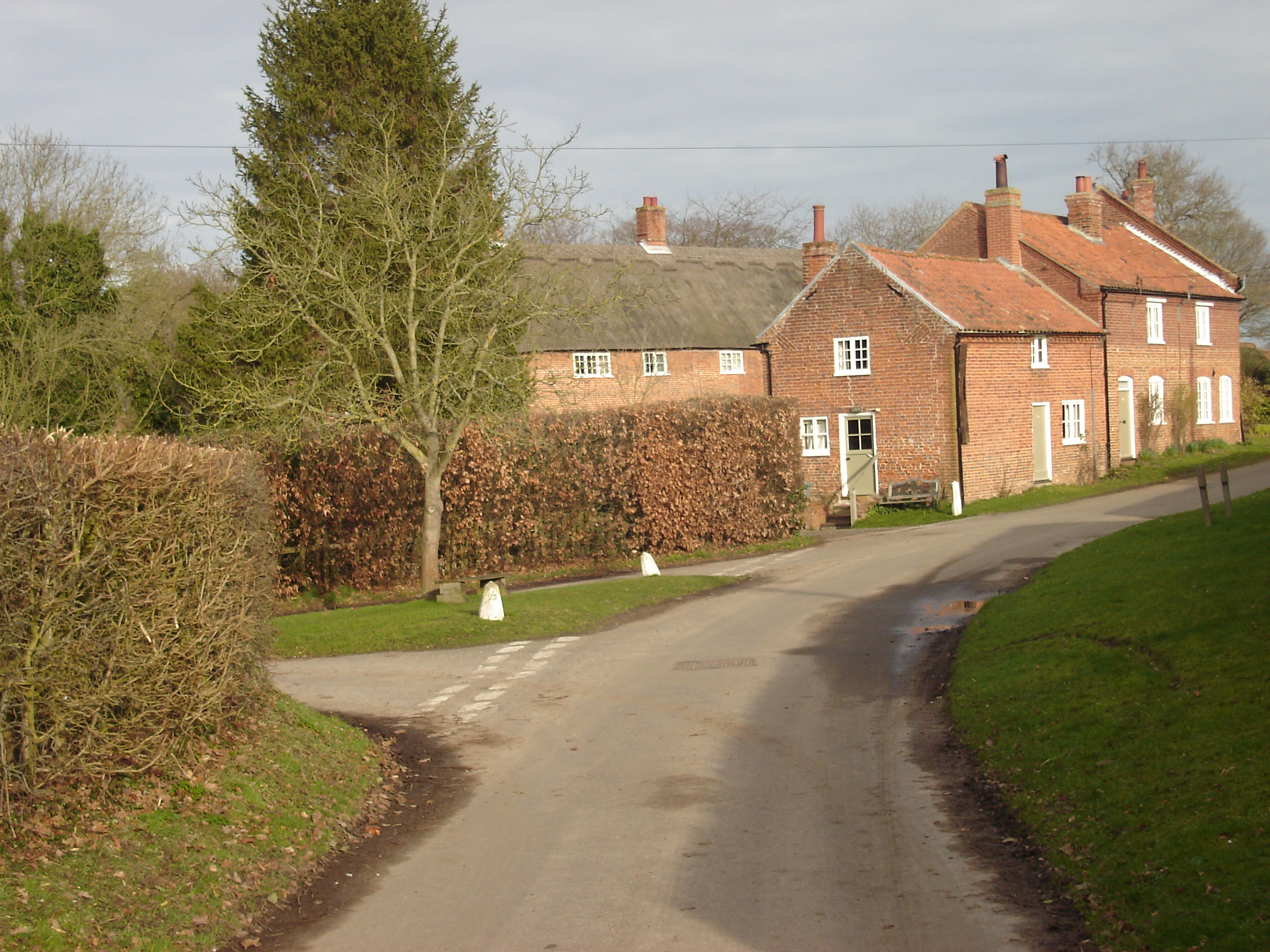
Blickling